# Emanuel Moreno
Emanuel Rubén Moreno (Paraná, Provincia de Entre Ríos, Argentina; 19 de marzo de 1990) es un futbolista argentino. Juega como mediocampista por izquierda y su primer equipo fue Unión de Santa Fe. Actualmente milita en Patronato de Paraná de la Primera Nacional.

## Trayectoria

### Inicios
Nacido en Paraná, Emanuel Moreno comenzó su carrera en el club Argentinos Juniors de esa ciudad, hasta que en el año 2009 decidió trasladarse a Santa Fe para sumarse a las inferiores de Unión. Formó parte del equipo de Liga Santafesina que se coronó campeón en 2010 de la mano del "Pelado" Centurión, donde se consolidó como titular indiscutido.

### Unión de Santa Fe
Mientras se desempeñaba en el equipo de Liga, tuvo la chance de debutar profesionalmente el 8 de mayo de 2010, en el empate 2 a 2 entre Unión e Instituto, por la fecha 37 de la Primera B Nacional. Ese día, el técnico Fernando Alí dispuso su ingreso a los 44 minutos del ST en reemplazo de Matías Donnet. El 13 de noviembre de ese mismo año, por la fecha 11 de la Primera B Nacional, jugó su primer partido como titular, cuando Unión perdió 3 a 0 ante Belgrano en Santa Fe. Pese a la derrota, Moreno mostró cosas interesantes hasta que tuvo que ser reemplazado por una descompostura. A partir de ahí, fue ganándose la consideración de Frank Darío Kudelka.
En los primeros días del 2011 firmó su primer contrato profesional y formó parte del plantel Tatengue que logró el ascenso a la Primera División en ese mismo año. Su debut en la máxima categoría del fútbol argentino se dio en la fecha 18 del Torneo Apertura. Con la 31 en la espalda, fue titular en el partido que Unión perdió de local 1 a 0 frente a Lanús.

### Douglas Haig
A mediados de 2014 finalizó su contrato con Unión y quedó en libertad de acción. Dejó el club santafesino tras 5 temporadas, en las que jugó 50 partidos y convirtió 2 goles, y se incorporó a Douglas Haig de Pergamino. En el Fogonero debutó el 10 de agosto en la derrota por 2-0 frente a San Martín de San Juan. Su primer gol llegó en 2015, en la derrota por 1-4 ante Atlético Tucumán. En el equipo bonaerense disputó 39 partidos y convirtió 2 goles.

### Los Andes
En 2016 llegó a Los Andes para disputar la Primera B Nacional. Debutó en el Milrayitas el 31 de enero en la derrota 0-1 contra Crucero del Norte. Durante su estadía en Lomas de Zamora, Moreno jugó 52 partidos y convirtió 2 goles (frente a su ex equipo, Douglas Haig, e Independiente Rivadavia).

### Brown de Puerto Madryn
Llegó a Brown de Puerto Madryn en 2018. Su debut ocurrió el 4 de febrero en la derrota por 1-3 frente a Atlético de Rafaela. Convirtió su primer gol dos meses después tras la victoria a Estudiantes de San Luis por 2-0. En el conjunto chubutense logró jugar 55 encuentros y anotar 5 tantos.

### Quilmes
Luego de tres temporadas en Guillermo Brown, Moreno se convirtió en refuerzo de Quilmes. Firmó contrato hasta 2022 en el equipo de Facundo Sava, que ya había dirigido al entrerriano en Unión de Santa Fe.

## Estadísticas
- Actualizado al 17 de agosto de 2025

| Club                   | Div.                | Temporada           | Liga | Liga | Copa Nacional | Copa Nacional | Copa Internacional | Copa Internacional | Total | Total |
| Club                   | Div.                | Temporada           | PJ   | G    | PJ            | G             | PJ                 | G                  | PJ    | G     |
| ---------------------- | ------------------- | ------------------- | ---- | ---- | ------------- | ------------- | ------------------ | ------------------ | ----- | ----- |
| Unión Argentina        | 2.ª                 | 2009/10             | 1    | 0    | -             | -             | -                  | -                  | 1     | 0     |
| Unión Argentina        | 2.ª                 | 2010/11             | 3    | 0    | -             | -             | -                  | -                  | 3     | 0     |
| Unión Argentina        | 1.ª                 | 2011/12             | 3    | 0    | 1             | 0             | -                  | -                  | 4     | 0     |
| Unión Argentina        | 1.ª                 | 2012/13             | 14   | 0    | 1             | 0             | -                  | -                  | 15    | 0     |
| Unión Argentina        | 2.ª                 | 2013/14             | 26   | 2    | 1             | 0             | -                  | -                  | 27    | 2     |
| Unión Argentina        | Total               | Total               | 47   | 2    | 3             | 0             | -                  | -                  | 50    | 2     |
| Douglas Haig Argentina | 2.ª                 | 2014                | 17   | 0    | 1             | 0             | -                  | -                  | 18    | 0     |
| Douglas Haig Argentina | 2.ª                 | 2015                | 20   | 2    | 1             | 0             | -                  | -                  | 21    | 2     |
| Douglas Haig Argentina | Total               | Total               | 37   | 2    | 2             | 0             | -                  | -                  | 39    | 2     |
| Los Andes Argentina    | 2.ª                 | 2016                | 18   | 1    | 0             | 0             | -                  | -                  | 18    | 1     |
| Los Andes Argentina    | 2.ª                 | 2016/17             | 34   | 1    | 0             | 0             | -                  | -                  | 34    | 1     |
| Los Andes Argentina    | 2.ª                 | 2017/18             | 0    | 0    | 0             | 0             | -                  | -                  | 0     | 0     |
| Los Andes Argentina    | Total               | Total               | 52   | 2    | 0             | 0             | -                  | -                  | 52    | 2     |
| Brown (PM) Argentina   | 2.ª                 | 2017/18             | 12   | 1    | 0             | 0             | -                  | -                  | 12    | 1     |
| Brown (PM) Argentina   | 2.ª                 | 2018/19             | 22   | 0    | 1             | 0             | -                  | -                  | 23    | 0     |
| Brown (PM) Argentina   | 2.ª                 | 2019/20             | 20   | 4    | 0             | 0             | -                  | -                  | 20    | 4     |
| Brown (PM) Argentina   | Total               | Total               | 54   | 5    | 1             | 0             | -                  | -                  | 55    | 5     |
| Quilmes Argentina      | 2.ª                 | 2020                | 6    | 0    | -             | -             | -                  | -                  | 6     | 0     |
| Quilmes Argentina      | 2.ª                 | 2021                | 32   | 3    | -             | -             | -                  | -                  | 32    | 3     |
| Quilmes Argentina      | 2.ª                 | 2022                | 31   | 2    | 3             | 0             | -                  | -                  | 34    | 2     |
| Quilmes Argentina      | Total               | Total               | 69   | 5    | 3             | 0             | -                  | -                  | 72    | 5     |
| Agropecuario Argentina | 2.ª                 | 2023                | 30   | 2    | -             | -             | -                  | -                  | 30    | 2     |
| Agropecuario Argentina | 2.ª                 | 2024                | 29   | 0    | 1             | 0             | -                  | -                  | 30    | 0     |
| Agropecuario Argentina | Total               | Total               | 59   | 2    | 1             | 0             | -                  | -                  | 60    | 2     |
| Patronato Argentina    | 2.ª                 | 2025                | 17   | 0    | -             | -             | -                  | -                  | 17    | 0     |
| Patronato Argentina    | Total               | Total               | 17   | 0    | -             | -             | -                  | -                  | 17    | 0     |
| Total en su carrera    | Total en su carrera | Total en su carrera | 335  | 18   | 10            | 0             | -                  | -                  | 345   | 18    |

## Palmarés
| Título                     | Club              | País      | Año  |
| -------------------------- | ----------------- | --------- | ---- |
| Ascenso a Primera División | Unión de Santa Fe | Argentina | 2011 |